# Vallée de Lecrín
 (mai 2025).
La vallée de Lecrín (en espagnol : Valle de Lecrín) est une comarque appartenant à la province de Grenade en Espagne.
Liste des communes de la comarque de la vallée de Lecrín :

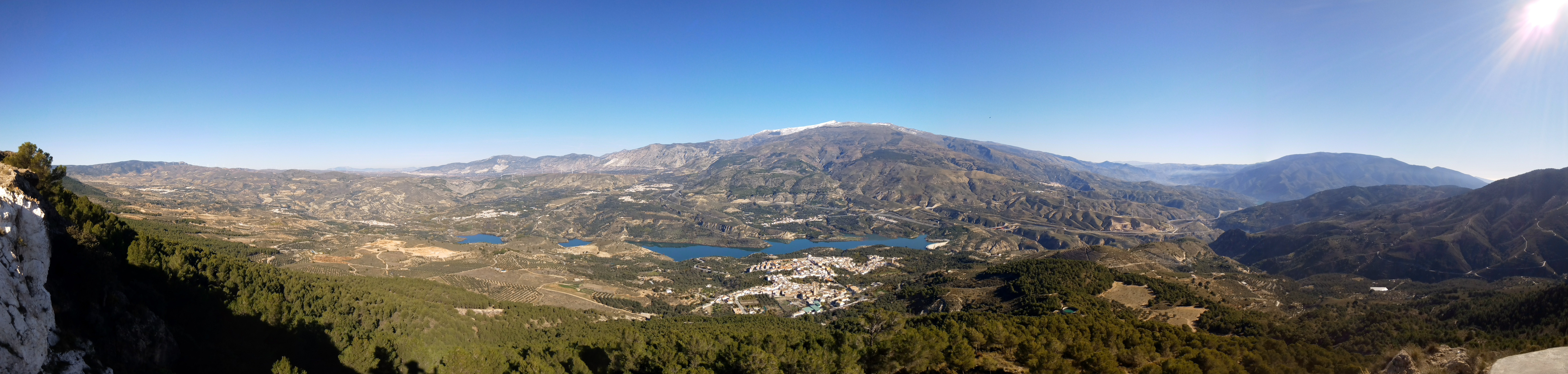
Vue de la partie méridionale de la vallée de Lecrín.

- Albuñuelas
- Dúrcal, le chef-lieu
- El Padul
- El Pinar
- El Valle
- Lecrín
- Nigüelas
- Villamena